# ورمز (لعبة فيديو 2007)
ورمز (بالإنجليزية: Worms)‏ هي لعبة مدفعية إستراتيجية تكتيكية ثنائية الأبعاد تم تطويرها بواسطة تيم17 وتم إصدارها لأجهزة إكس بوكس 360 في 7 مارس 2007، وتم إصدارها لاحقًا لمنصات بلاي ستيشن 3 وآي أو إس. تعد اللعبة إلى حد كبير منفذًا للعبة المحمولة ورمز أوبن ورافير.

## أسلوب اللعب
يتحكم اللاعبون في فصيلة صغيرة من الديدان عبر منطقة مشوهة، في قتال الكمبيوتر أو فرق يتحكم فيها اللاعب. تتميز اللعبة برسوم متحركة مشرقة وروح الدعابة على غرار الرسوم المتحركة وترسانة متنوعة من الأسلحة. التواصل الصوتي الكامل متاح أيضًا بين لاعبي اللعبة. تتضمن اللعبة برنامجًا تعليميًا وتحديات لاعب واحد ومتعددة اللاعبين تنافسية لما يصل إلى أربعة فرق سواء عبر الإنترنت أو غير متصل.
هناك أيضًا خيار البدء السريع (اختيار مبتدئ أو متوسط أو محترف، يستخدم المخططات والفرق الافتراضية). إذا أراد اللاعب أن يلعب لعبة فردية مخصصة، فعليه اختيار لاعبين متعددين ثم إنشاء لعبة محلية مع خصوم الذكاء الاصطناعي.
يتم حفظ الوقت المستغرق لإكمال التحدي ويتم عرض أفضل الأوقات على لوحة المتصدرين.
تتميز اللعبة باللعب التنافسي لما يصل إلى أربعة فرق. وهو متوافق مع كل من اللعب دون اتصال بالإنترنت أو اللعب عبر الإنترنت عبر إكس بوكس لايف أو بلاي ستيشن نيتورك.[بحاجة لمصدر]

## التطوير والإصدار
تأخر تطوير إصدار إكس بوكس 360 من ورمز وإصداره بشكل كبير بسبب الخلاف أثناء عملية الاعتماد قبل الإصدار، بسبب شرط وجود وسيلة داخل اللعبة لتوفير ملاحظات اللاعب المنافس في ردهات ما بعد اللعبة. كان هذا التأخير في عملية الاعتماد مصدر إحباط لجميع المعنيين. تضمن المحتوى القابل للتنزيل الذي تم إصداره في مايو ويوليو 2007 أزياء وأصوات وبيئات جديدة للألعاب.[بحاجة لمصدر] أخذت اللعبة منذ ذلك الحين لقب ورمز (2007). كانت أول عرض عام رسمي لها في صالة العرض لعام 2007، معرض الإلكترونيات الاستهلاكية.
تم إصدار اللعبة في مارس 2007 لأجهزة إكس بوكس 360 ومارس 2009 لـ بلاي ستيشن 3 ويوليو 2009 على نظام التشغيل iOS. إصدار 2007 من ورمز هو منفذ محسّن من ورمز: أوبن وارفير، والذي يعد في حد ذاته نسخة جديدة من لعبة الفيديو الأصلية لعام 1995 التي تحمل الاسم نفسه.

### المحتوى القابل للتنزيل
في 30 مايو 2007، تم إصدار العديد من حزم ورمز الجديدة القابلة للتنزيل. تم إصدار المناظر الطبيعية «الفضاء» مجانًا، بينما تم طرح اثنين آخرين للشراء، وهما المناظر الطبيعية «الجحيم» و «الغابة». كما تم إطلاق مجموعة مجانية من 22 بنك صوت دودة.
في 4 يوليو 2007، تم إصدار المزيد من المحتوى: تم إصدار حزمة الموسيقى مجانًا؛ ومع ذلك، لم يكن هناك سوى عدد أكبر من بنوك الصوت، وتم طرح منطقتين طبيعيتين أخريين، «الصحراء» و «مانهاتن»، للشراء. تم إصدار بعض سمات ولعبة ورمز للشراء أيضًا.